# ایستگاه یووی‌آر–ایرپورت
ایستگاه یو وی آر–ایرپورت (انگلیسی: YVR–Airport station) یک ایستگاه مرتفع در خط کانادا مترو ونکوور اسکای‌ترین (ونکوور) سیستم حمل و نقل سریع مترو است. این ایستگاه در ترمینال اصلی فرودگاه بین‌المللی ونکوور در ریچموند، بریتیش کلمبیا واقع شده‌است و یکی از پایانه‌های خروجی خط کانادا است، پایانه دیگر ایستگاه ریچموند-بریگهاوس نام دارد.